# Schülldorf

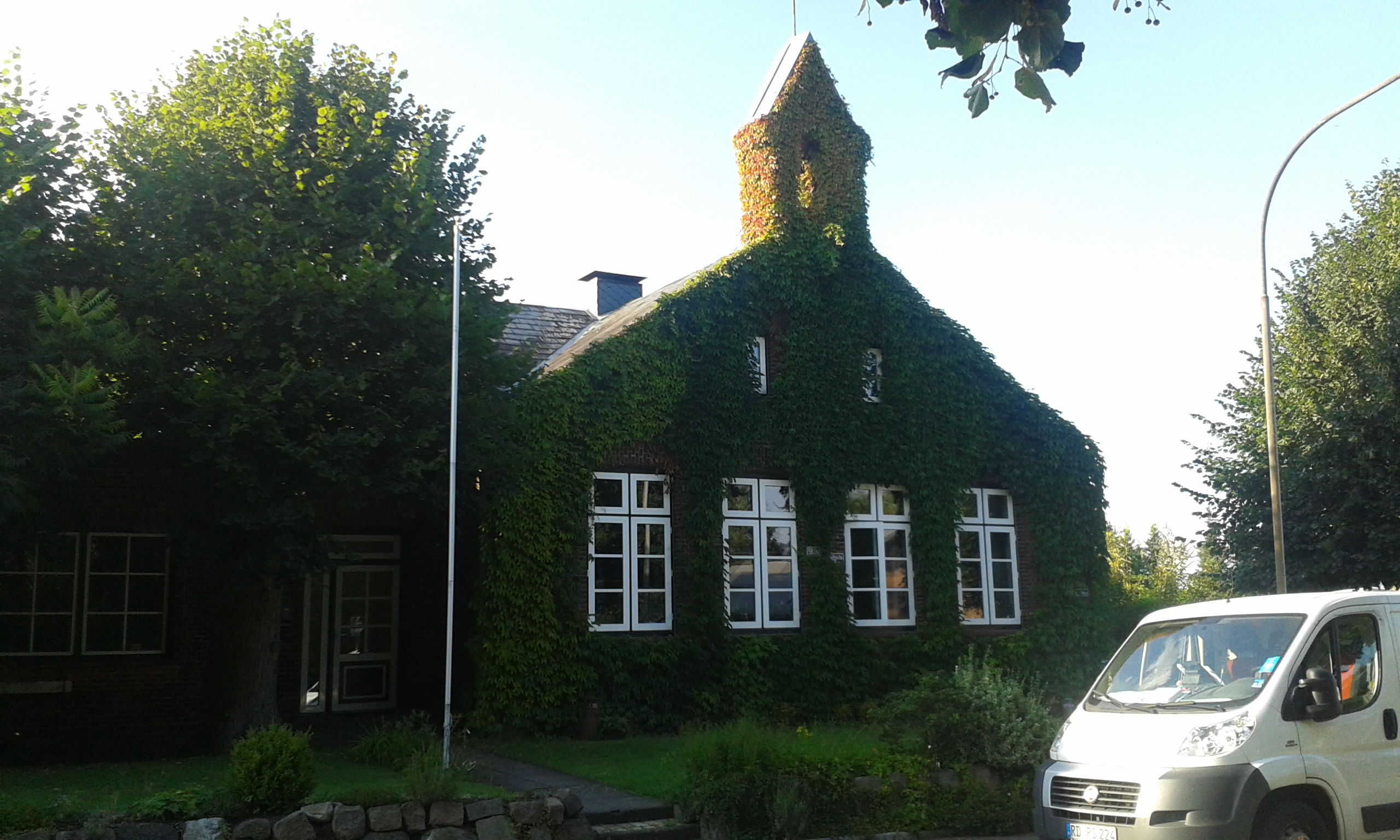
Schülldorf 03.jpg
Descrição:Schülldorf
Licença:CC BY 4.0
Data:2016-08-02 18:32:24
Autor:Christian Alexander Tietgen
Categorias:Schülldorf

Schülldorf é um município da Alemanha, localizado no distrito de Rendsburg-Eckernförde, estado de Schleswig-Holstein.